# Христо Фукара
Христо Фукара е български възрожденски търговец и общественик от Македония.

## Биография
Роден е в Прилеп, Османската империя, днес Северна Македония. Занимава се с търговия със сурови кожи. Става устабашия на кюркчийския еснаф и същевременно активно участва в работата на Прилепската българска община, на която е един от създателите (1868). По думите на Кузман Шапкарев:
| „ | се отличи като най-влиятелно и най-способно лице между управляющите общинските работи. | “ |

През май 1878 година Христо Хаджиильов и Христо Фукара от името на Прилепската община подписват Мемоара на българските църковно-училищни общини в Македония, с който се иска присъединяване на Македония към новообразуващата се българска държава.
В 1880 година фирмата на Фукара се мести в Солун, където развива широка дейност. След Солунските атентати в 1903 година е арестуван. Царевна Миладинова пише за него:
| „ | Фукара имаше изключителни дарования като организатор, като търговец, като предвидлив човек със здрав български ум. Той дойде в Солун почти без средства – Фукара, както се сам нарече и както пожела да се нарича основаната от него търговска къща. Фукара разви голяма търговия със сурови кожи. Той стана магнатът на този артикул. След него се издигнаха братя Шавкулови и други. Фукара работеше със Запад. Понякога товареше цели параходи стока. Бе установил един твърде сложен апарат от служби. Поддържаше десетина български семейства, като привлече най-способни хора към обширната си работа. Сам Фукара се задоволяваше с много малко. Хранеше се с всичките си приятели в тогавашния български център за търговски и други народни срещи Бошнак хан на Мончеви. Фукара бе винаги облечен с българска народна носия (прилепска). Сините му сукмани, обшити с черни гайтан-ширити, бяха станали пословични в целия град, във всички западнобългарски македонски земи. Където Фукара се покажеше, винаги се събираха знатни и видни хора. Винаги се говореше за народни работи, за които той отделяше много време. Името на Фукара бе известно и в Цариград, откъдето често му отдаваха почести. Външните центрове на обширната му търговия бяха Египет (Александрия), Тунис, Триест, Марсилия. | “ |

Според Коста Църнушанов Ицо Фукара в голяма степен е прототип на героя на Димитър Талев от „Железният светилник“ Ицо Баболев.
Дъщеря му Анастасия Фукарова дарява 330 турски лири за построяването на нова училищна сграда в Прилеп (1893-1894).